# سیارک ۷۶۱۸
سیارک ۷۶۱۸ (به انگلیسی: 7618 Gotoyukichi، نامگذاری:1997AU4) هفت هزار و ششصد و هجدهمین سیارک کشف شده‌است که در ۶ ژانویه ۱۹۹۷ کشف شد.
قدر مطلق سیارک برابر ۳۲.۳ است.